# 워마드의 사건 및 사고
이 문서는 워마드의 사건 및 사고 목록이다.

## 2016년

### 허위 남성 살해 게시물 작성
2016년, 사이트 내에서 "커피에 자동차 부동액을 타 남성들에게 먹였다." "저수지에 밀쳐 죽였다." "남자 아기를 낙태했다." 등의 남성을 살인했다는 글이 게시되었다. 부동액을 어떻게 먹이는지 알려 주는 글도 발견되었으며, 경찰은 7월 28일에 해당 신고를 접수해 울산광역시지방경찰청과 광주광역시지방경찰청에 배당했으나, 허위 가능성을 염두에 두고 수사를 진행하고 있으며, 이 외에도 낙태 방법을 공유하기도 했다. 이로 인한 카페 폐쇄 요구가 있었으나, 다음카카오는 "일부 게시글의 블라인드 조치는 있었으나 폐쇄할 만큼의 불법성은 없다."는 입장을 취하고 있으며, "하천에 사람을 밀쳐 죽였다."는 글은 조사 결과 허위로 판명되었다.

### 보배드림버스기사 여성혐오 논란
보배드림에서 청원휴가 나와서 표를 구하지 못한 군인을 버스에 무료로 태워준 것을 인증한 버스기사가 여자라도 태워줬겠냐는 식의 여혐 몰이 쪽지를 받아 글을 지우고 사과글을 올린 뒤 보배드림 활동을 중단시키게 만든 사건이 있었다.

### 오패산터널총격사건 순직 경찰 모욕
순직한 경찰의 친인척들이 순직 경찰 비방글을 보고 분노했다.

### 독립운동가모욕
2016년 광복절에 독립운동가인 안중근과 윤봉길을 비하하는 워마드의 게시물들이 논란이 되었다. 안중근과 윤봉길을 조롱하는 합성사진과 함께 "안중근은 미친 테러리스트" "안중근은 손가락 장애 아저씨" "안중근과 윤봉길 둘 다 한남충(한국 남자를 비하하는 표현)" 같은 게시물들이 연이어 올라왔고, 이들 중 일부는 높은 추천수를 받아 워마드 내 베스트 게시물이 되기도 하였다. 이에 대해 극단적인 남성 혐오 커뮤니티가 독립운동까지 능욕하고 있다며 격분한 사람들의 반발 여론이 일어나, 해당 게시물을 올린 워마드 회원을 사자 명예훼손으로 경찰에 고발하는 일이 발생하기도 하였다. 또한 윤봉길 의사 기념관 이성섭 상임이사는 이같은 워마드의 독립운동가 모욕 행위에 대해 안중근 의사 숭모회와 공동으로 법적인 조치를 취하겠다고 밝혔다.

### 6.25 전쟁참전자 모욕
6.25 전쟁을 "대한민국 고기파티", "육병기의 날"이라 부르며, 참전 군인들에 대해 "고기방패", "육방패"라는 비하와 모욕,허위사실 유포를 가하고 있다. 나라를 지키다 전사한 참전용사들을 단순히 남성이라는 이유만으로 고깃덩어리에 비유하고 있다.

### 국기 모독
2016년 8월 워마드에 올라온 태극기와 욱일기 합성 사진이 사회적 파장을 일으켰다. 2016년 9월 서울동부지검은 해당 워마드 게시물에 대한 익명의 제보를 받고, 대한민국을 모욕할 목적으로 국기 또는 국장을 손상·제거 또는 모욕한 자를 5년 이하 징역이나 금고, 또는 700만원 이하 벌금에 처하도록 규정하는 형법 제3장 제105조에 의거하여, 형사3부에 사건을 배당해 수사에 착수했다고 밝혔다.

### 청와대 국민청원을 조작으로 활용
여러 여초 사이트에 공유하거나 단톡방 등을 통해서 화력을 모으는 것은 이들에게는 예삿일이다. 이외에도 나름대로 머리를 썼는지 이런 인원 모집 같은 단순한 것부터 시스템의 허점을 이용한 지능적인 수단까지 나타나기에 이르렀다.
'초·중·고 페미니즘 교육 의무화'를 촉구하는 청원을 청와대 홈페이지에 올렸을 때 이들이 중복 서명을 했다는 정황이 포착됐다. '카카오 계정으로 로그인→청와대 국민청원 서명→로그아웃→해당 카카오 계정으로 다시 로그인→서명'의 반복을 통해서 서명 접수 기한 막바지에 10만 명 정도의 숫자가 갑자기 늘어났고, 거기에 트위터 아이디는 무한히 생성할 수 있으니 5000명이 10개씩만 만들어도 20만 돌파 가능하다며 대놓고 홍보하는 지경에 이르렀다.
이 사태로 이후 국민 청원은 당분간은 카카오 계정으로 서명할 수 없게 되었다가 다시 돌아왔으나 100명의 사전동의를 얻어야 청원게시판에 공개되는 것으로 바뀌었다.

## 2017년

### 남성 알몸 사진 유포
2017년 2월 7일, 워마드에 남성의 알몸 사진이 무더기로 올라와 논란이 되었다. 목욕탕으로 보이는 곳에서 남성들이 알몸으로 서 있는 모습을 촬영한 사진으로, 얼굴은 물론 성기 등 중요 부위가 모자이크 없이 그대로 노출되었고, 댓글을 통해 워마드 회원들이 사진 속 남성들의 신체에 대해 조롱을 퍼부어 파장이 일었다. 2월 11일에는 워마드 회원이 직접 남자 목욕탕에 몰카를 설치했다는 인증과 함께 몰카 사진을 유포하여 논란이 되었다. 2월 14일에 경찰은 유포자 수사 착수에 나섰다.

### 고양이 학대
2017년 7월 20일 워마드에 한 이용자가 고양이의 목을 조르는 사진을 올리며 "수컷 학대가 세상에서 제일 재미있다"는 게시물을 작성한 것이 논란이 되었다. 사진 속에서 고양이는 눈물을 흘리면서 입을 살짝 벌리고 있는데, 실제로 목을 졸라 경부 압력에 의해 고양이가 눈물을 흘리고 있다는 분석이 제기되었다. 해당 게시물로 인해 소셜 미디어 상에서 워마드 게시물 작성자의 동물 학대 및 남성 비하 논란이 불거졌다.

### 고인 모욕 · 비하
배우 김주혁이 교통사고로 인해 사망하자, 그를 모욕하고 조롱하는 내용의 글이 올라왔다. 한 이용자는 "게임을 하다 차를 타고 있던 남자가 죽는 것을 보고 '주혁했느냐'라고 했다"는 글을 올렸고, 또 다른 이용자는 "결국 '한남(한국인 남성)'이므로 이처럼 모욕을 당하는 것이 온당하다"고 주장하기도 했다. 뿐만 아니라 "전복 요정 주혁이 탄생했다", "그 정도로 늙었으면 교통사고라기보단 자연사가 맞는 말", "참 페미니스트로 뭇 남성의 귀감", "망혼(망한 결혼) 준비 중이었는데 하늘이 도왔다" 등의 반응을 보였다.
노회찬 정의당 의원이 자살한 뒤에는, 아파트 투신 자살을 "회찬하다"로 칭하자는 주장이 워마드 게시판에 올라왔다. 또한 "박근혜 등은 억울하게 옥살이 중인데도 꿋꿋이 버티는데 남자들은 의심받고 추궁만 좀 받으면 목숨을 내던진다"는 조롱 글도 올라왔다.
이외에도 극단적인 선택으로 죽음에 이른 남성의 이름을 따서 '재기하다'(성재기 전 남성연대 대표), '종현하다'(가수 김종현), '태일하다'(전태일 열사) 등으로 남성을 공격한다.
구의역 사고 피해 희생자를 남성 성기를 천박하게 이르는 말로 표현하고, 그의 죽음을 재기라는 말로 "희화화하며 죽어서 탈김치 되었으니 축하해줘야 한다"며 조롱이 담긴 극언이자 망언을 퍼부었다.

### 워마드 '호주국자' 아동 성범죄 사건
2017년 11월 19일, 오스트레일리아 다윈에 살면서 '호주국자'라는 닉네임으로 워마드에서 활동하던 대한민국 국적 여성 유튜버인 이아름 (Areum Lee) 이 오스트레일리아(호주) 남자 어린이에게 수면제를 먹인 뒤 성폭행을 했다는 글과 동영상을 워마드에 게재하였다. 이에 심각성을 느낀 샘 해밍턴과 대한민국 네티즌들이 오스트레일리아(호주) 연방 경찰에 신고하여, 용의자는 오스트레일리아(호주) 현지 시간으로 11월 20일 오전에 유튜브 방송 도중에 검거되었다. 오스트레일리아(호주) 연방 경찰에 따르면, 경찰청 소속 아동 착취 예방팀이 해당 용의자를 검거하였으며, 북부 지방 형법 제125조에 반하는 아동 착취물을 제작한 혐의로 기소될 예정이라고 밝혔다.현재 용의자는 인간국자라는 이름으로 유튜브에서 활동하고 있으며 호주 감옥생활 무용담과 여러 남성비하 발언을 하고 있다.

## 2018년

### 누드 모델 사진 유포 사건 등 일련의 몰카 사건
2018년 5월 한 워마드 회원이 홍익대학교에서 회화수업용 동료 남성 누드 모델의 나체 사진을 몰래 찍어 워마드에 유포하면서 성적으로 비하하였다. 사건을 관할하는 서울마포경찰서는 5월 10일 증거 인멸 및 도주 우려가 있다고 판단, 범인인 안 모 씨(25, 여)를 긴급체포했다. 휴대전화 2개 중 1개만 제출한 안씨로부터 "나머지 1개를 한강에 버렸다"는 진술을 확보했다. 경찰은 5월 11일에 성폭력 범죄의 처벌 등에 관한 특례법(카메라 등 이용촬영) 위반 혐의를 적용하여, 안씨에 대한 사후구속영장을 신청했고, 서울서부지법 김영하 판사는 5월 12일 "증거 인멸과 도망할 염려가 있다"며 영장을 발부했다. 한편 피해자는 조롱과 비하의 정도가 심한 댓글을 단 회원 2명에 대해 모욕 혐의로 고소장을 제출하였다. 피해자는 며칠 동안 밥을 못 먹고 잠도 못 자고 계속 울었고, 누드모델 일을 하는 걸 부모나 친척이나 지인들이 알게 된다는 것이 가장 큰 걱정이라고 하영은 누드모델협회 회장이 밝혔다.
이후에도 한양대학교 ERICA캠퍼스 몰카 사진이 워마드에 올라와 안산상록경찰서에서 수사에 착수하였다. 이외에도 고려대학교, 성균관대학교(자연과학캠퍼스), 서강대학교, 경희대학교 등에서도 몰카 사건이 일어난 것으로 파악되었다. 꾸준히 활동한 회원들만 볼 수 있는 비공개 게시판에는 이런 화장실 몰카가 많다고 한다. 이런 불법적인 게시물들을 캡처해 공개하는 트위터 계정이 등장했다.
이 사건과 관련하여, "피해자가 남성이라 경찰이 빨리 잡았다"는 식의 '성별 편파수사' 주장이 제기되었으며, 페미니스트들은 "성별 편파수사" 규탄을 위해 혜화역에서 <불법촬영 편파수사 규탄시위>를 열었다. 그러나 경찰은 "사건 발생 장소와 용의자가 될 수 있는 인물이 극히 제한된 이번 사안의 특성을 간과한 비약"이라며 정면 반박했다. 문재인 대통령 또한 "일반적인 처리를 보면 남성 가해자의 경우에 더 구속되고 엄벌이 가해지는 비율이 더 높았고 여성 가해자인 경우는 일반적으로 가볍게 처리됐다"며 "그게 상식이다. 그렇게 비교해 보면 편파수사라는 말이 맞는 것은 아니다"고 설명했다.
한편 범인인 동료 여성 모델은 기소돼 재판을 받고 있는 중인데도, 2018년 7월 9일 피해자의 사진이 또다시 올라온 것으로 파악됐다.
2018년 7월 15일에는 '누드크로키 탈의실 몰카'라는 제목의 글이 올라왔으며 이 게시물에는 남성 모델 2명의 나체 사진이 담겼다. 서울영등포경찰서는 워마드에 남성 누드모델 사진이 올라왔다는 신고를 접수해 내사에 착수했다. 같은 날 남성 누드모델 사진이 담긴 또 다른 게시물도 게재됐으나 현재는 삭제되었다고 한다.
2018년 7월 19일에는 경기도 수원의 한 남탕 탈의실에 몰카를 설치했다는 게시물이 올라왔다. 해당 게시물에는 한 남성이 알몸 상태로 탈의실 사물함 앞에 서 있는 모습이 담겼다. 이 게시물을 올린 회원은 "다음에는 서울 신림 쪽에다가 (불법 카메라를) 하나 달아보겠다"며 대략적인 범죄 장소를 예고하였고, 실제로 7월 21일에 '엊그제 신림 남자화장실에 설치한 몰카 드디어 푸노'라는 제목의 게시물이 올라왔다. 게시물에는 남성들이 소변을 보는 모습을 찍은 사진 7장과 교복을 입은 남학생이 좌변기에 앉아 용변을 보는 모습을 찍은 사진 2장, 총 9장의 사진이 올라왔다.
홍대 누드모델 사진 유포에 대해 2018년 8월 13일, 서울서부지법 이은희 판사는 성폭력범죄의 처벌 등에 관한 특례법 위반(카메라 등 이용촬영) 혐의로 구속기소 된 안모(25) 씨에게 징역 10개월을 선고하고 성폭력 치료프로그램 40시간 이수를 명령했다. 재판부는 "7차례에 걸쳐 피해자에게 사죄의 편지를 전달하고 싶어하는 등 진심으로 후회하고 반성하는 것으로 보인다"면서도 "처벌과 실형 선고가 불가피하다. 피해자가 남자냐 여자냐에 따라 처벌의 강도가 달라질 수는 없다"고 강조했다.

### 예수 성체 훼손
2018년 7월 10일 워마드에 가톨릭 미사 의식에서 사용하는 성체에 신성모독에 해당하는 낙서를 하고 불로 태운 '인증 사진'이 게시되었다. 가톨릭에서 성체는 예수의 육체로 간주되기 때문에 성체 훼손은 신성모독으로 간주된다. 이 사건은 천주교 서울대교구, 한국 천주교 주교회의에도 알려졌고, 이에 대해 주교회의 관계자는 "충격과 분노를 느낀다"면서 "대책 회의에 따라 형식과 방법에 관계 없이 관련 대응을 할 방침인 것으로 알고 있다"고 하였다.

### 식칼 겨눈 인증사진
한 워마드 회원이 수면 중인 남성의 목에 30cm에 이르는 식칼을 겨눈 '인증사진'을 올리면서 "잠자는 틀딱(틀니를 딱딱거린다는 뜻으로 노인을 폄하하는 비속어) 칼X 넣기 딱 좋다. 자고 있을 때 죽여버리면 네가 뭘 어쩔 건데"라고 적었다. 네티즌들은 사진이 집 안에서 촬영된 것으로 미루어 볼 때 부친이나 조부에게 위해를 가한 패륜이라고 추정하였다.
또 다른 워마드 회원은 버스에 함께 탑승한 남성들에게 목 뒤, 옆구리 등에 식칼을 겨누는 사진을 찍어 올렸다. 해당 사진을 게시한 사람은 "날이 너무 덥노 그러다 보니까"라는 제목으로, "짜증나서 실수로 한남을 찌르기도 한다. 근데 한남 찌르면 뭐 어때? 그럴 수도 있지"라는 글을 썼다.

### 태아 훼손 사진
2018년 7월 13일에는 '낙태 인증'이라는 제목의 글이 올라왔다. 작성자는 낙태된 남아가 훼손당한 것으로 추정되는 모습과 그 옆에 수술용 가위가 있는 사진을 올리며 "어떻게 처리할지 고민이다. 바깥에 놔두면 유기견들이 먹을까 모르겠다"고 적었다. 회원들은 "젓갈 담가먹고 싶다", "밥이랑 먹기 좋다", "오늘 저녁은 낙태비빔밥" 등의 댓글을 달았다.'태아 훼손' 추정 사진의 진위는 확인되지 않았으나 충격적이라는 반응이 나왔다.

### 일산 아파트 아동 유괴 예고 게시
2018년 7월 14일 경기도 고양시 일산동구에 있는 한 아파트의 아동(한남유충이라고 지칭)을 잡아 유괴할 거라는 게시물이 올라와 충격을 주고 있다. 이에 고양시 일산동부경찰서는 비상이 걸렸으며, 해당 아파트 주민들은 불안에 떨었다.

### 부산동래역'아동 살해' 예고
2018년 7월 18일 오후 12시쯤에 워마드 게시판에는 "동래역 앞에 칼을 들고 기다리고 있다"는 제목으로 동래역 역내 사진, 붉은 물체를 자르고 있는 칼 사진이 글과 함께 게시됐다. 확인 결과 다행히 해당 게시물 속에 등장한 지하철역 사진은 2014년에 촬영해 2016년 한 철도 주제의 블로그에 게시된 이미지였고, 붉은 액체가 묻은 칼 사진 역시 2004년 3월 게시글이 원 출처로 실제 이미지는 자주색 빛깔의 채소인 비트를 칼로 써는 장면을 촬영한 것이다. 이번 '아동 살해' 예고 게시물이 올라온 것과 관련해 지역 소재 여러 유치원들은 학부모들에게 주의를 당부했다. 학부모들이 유치원으로부터 전달받은 문자에는 "워마드 사이트에 끔찍한 글이 게시됐다"며 "등하원시 안전하게 인계될 수 있도록 학부모님께도 협조 부탁드린다. 아이들 안전관리에 각별히 주의바란다"는 내용이 담겨 있다.

### 성당 남자 화장실 몰카 사건
성체 훼손 사건에 이어서 2018년 8월 17일 서울에 있는 한 성당에 들어가서 남자 화장실을 불법촬영한 사진이 게시 되었다.

### 청와대폭발 테러 예고
2018년 8월 17일 오후 1시 40분에 폭발물 사진과 함께 청와대 테러를 예고하는 게시물을 올려 경찰이 수사에 착수했다.
만약의 사태에 대비해 구급차도 배치되었다.
수색한 결과 폭발물은 발견되지 않았다.출처

### 인터넷에 취약한 중장년층 타깃으로 사진 불법 유포
50~60대 남성의 사진을 무단으로 도용한 뒤 그들의 일상을 허위로 작성하거나 또 다른 허위 사실을 댓글로 작성해 불법적으로 유포하고 있는 것으로 게시되었다.
연령대의 피해자들이 인터넷 이용에 취약하다는 점을 노렸다. 자신의 SNS 외에 사진 도용 여부를 전혀 알지 못하고, 인스타그램처럼 다소 젊은 연령대의 이용자들이 사용하는 SNS와 거리가 있기 때문이라는 것이다. 이런 이유로 가장 오래된 계정은 2016년부터 운영돼 오면서도 단 한 차례도 적발되지 않았다.
피해자들이 직접 소송 움직임을 보이자 해당 계정은 경찰 조사를 회피하기 위해 대부분 비공개로 전환하거나 삭제한 것으로 확인이 되었다. : 일요신문

### 경찰 수사
2018년 8월 8일 대한민국 경찰이 워마드 대표 '관리자'를 비롯한 운영진들에 대해 음란물 유포 방조 혐의를 적용해 체포영장을 받고 추적에 착수하였다. 경찰은 문제의 사진과 글에 대해 전국 여러 관서에서 동시다발적으로 수사 중이며, 서버가 있는 미국 당국에 공조 수사를 요청했다. 범죄인 인도 청구나 인터폴 적색 수배 요청도 검토 중인 것으로 알려졌다.
그러나 워마드 수사와 운영진에 대한 체포영장 발부에 대해 "여성 혐오 사이트인 일베는 봐주면서 워마드만 적극 수사한다"는 편파 수사 논란이 제기되었다. 박지원 의원은 편파 수사라는 의견에도 귀 기울일 가치가 있다며 우리 모두 암묵적 일베가 아니었는지 돌아보자고 제안했다.
이에 대해 경찰은 "일베는 방송통신위원회 심의를 받는 정식 사이트여서 운영자가 경찰 수사에 협조해왔다"고 해명했다. 경찰이 불법 게시물을 올린 회원의 신상정보 제출이나 게시물 삭제를 요청할 때마다 일베 운영진이 요청에 응했으므로, '음란물 유포 방조죄'를 적용할 수 없다는 것이다. 경찰 관계자는 "일베의 경우 올해 경찰에 접수된 불법 게시물 69건 가운데 53건의 피의자를 검거했다"며 "나머지 경찰에 신고된 일베 관련 사건 16건을 수사하는 것처럼 워마드 수사도 이어갈 것"임을 밝혔다. 워마드 운영자는 이에 적극 반발, 삭제 요청에 성실히 응했다고 주장하며, 편파 수사에 맞서 변호사를 고용해 정면 대응에 나설 것이라 예고했다.

### 서울강서구PC방 살인 사건 피살자 조롱
워마드에 서울 강서구 PC방 살인 사건 피살자의 핏자국을 김치국물에 비유하며 조롱한 게시물이 올라와 논란이 되었다.

### 일반인 남성 신상 공개 사이트 제작
2018년 10월 25일 워마드 회원들의 제보를 받아 일반인 남성들의 이름, 나이, 연락처, 얼굴 사진 등 개인 신상을 공개하는 ‘김치레시피’라는 사이트가 개설되었다.
워마드를 중심으로 일반인 남성의 신상을 임의로 공개하는 온라인 사이트가 홍보되고 있다고 알려졌다.

### 일본 여자 TV 유튜버에게 향한 악플
일본 여자 TV 유튜버에게 악플을 날린 사건이 있었다. 그 바람에 해당 인스타그램은 폐쇄되었다.

### 래퍼 산이와 디스전 논란
래퍼 산이가 《페미니스트》란 곡으로 왜곡된 페미니즘의 모습을 말하자, 워마드 회원들이 인터넷에서 산이에 대한 공격을 감행하였고, 콘서트에까지 가서 산이를 비난하였다. 이에 산이는 워마드와 메갈리아를 정신병이자 사회악이라며 디스하는 《웅앵웅》이란 곡을 발표하였다.
이에 산이에게 비난이 왔는데 그 내용은
[비겁하게 팩트로 승부하지 말고, 정당하게 선동과 날조를 사용하라!]였다.

### 고양시 온수배관 파열사고사망자 조롱
수도권 전철 3호선 백석역 인근에서 발생한 열 수송관 파열사고로 60대 남성이 숨진 가운데, 워마드가 오전 0시2분쯤 ‘백석 주꾸미남 탄생’이라는 제목으로 사망자를 조롱하는 글을 올렸다.

### 강릉 펜션 유독가스 질식 사고사망자 조롱
"강릉으로 놀러간 고딩(고등학생) 재기(사망)을 축하한다… 나머지도 죽어라. 고압산소가 아깝다"고 불의의 사고로 숨진 고등학생들을 조롱하였다. 또한 12월 18일 "남고등 3마리 재기, 7마리 재기 직전 각"이라는 글이 올라오기도 했다. 이 글의 작성자는 ‘고작 xxx 몇 명 죽었다고 ‘삼가 고인의 명복을 빈다’며 사망자를 조롱하는 글이 올렸다.

경찰은 강릉 펜션 사고와 관련해 숨진 학생들을 모욕하는 게시물이 업로드 되고 있는 온라인 커뮤니티에 대한 내사에 착수했다. 경찰청 관계자는 "내사 착수와 별도로 고소·고발장이 접수될 경우 최우선적으로 엄정히 수사할 예정"이라고 언급했다.

## 2019년

### 청해부대순직 하사 조롱
2019년 5월 25일, 청해부대 28진 최영함 소속 최종근 하사에 대한 조롱 글이 올라왔다. 해당 게시물은 '어제 재기한 **방패'라는 제목으로, 사고 장병의 사진과 함께 "ㅋㅋㅋ", "사고 난 장면이 웃겨서 혼자 볼 수 없다"며 숨진 장병을 모욕하는 글이었다. 해당 글에 대해 대한민국 해군은 해군본부 정훈공보실장 명의의 공식입장을 내고 "청해부대 최종근 하사를 떠나보내는 날, 워마드에 차마 입에 담기도 참담한 비하 글이 게시됐다"며 "해군의 명예를 심대하게 훼손한 것에 대해 매우 유감스럽게 생각하며 해군 차원에서 할 수 있는 모든 방안을 강구 중에 있음을 밝힌다"고 강조했다.

## 같이 보기
- 워마드